# Erdochs
Erdochs, auch Erdoch, war ein siebenbürger Flächen- und Feldmaß. Das Maß entsprach in der Größe dem Joch, obwohl dieses Maß von 1,1 bis 1,6 Quadratklafter schwanken konnte. Das Flächenmaß Erdochs konnte mit einem ochsenbespannten Pflug an einem Tag bearbeitet werden.
- 1 Erdochs = 1600 Quadrat-Klafter (Wiener) = 0,5754642 Hektar = 5,755 Quadratmeter